# DR2
DR2 je dánský národní televizní kanál, který obsluhuje veřejnoprávní vysílací společnost DR.
Jeho provoz byl zahájen v roce 1996. Každou sobotu vysílá zpravodajství v grónštině — Nyheder fra Grønland — který produkuje grónská veřejnoprávní společnost Kalaallit Nunaata Radioa (KNR).

## Vysílané pořady
- So ein Ding
- Filmperler
- TV TV TV
- Rytteriet (dánská komedie)
- Columbo (USA)
- Waking the Dead (UK)
- Above Suspicion (UK)
- Hamish Macbeth (UK)
- Wycliffe (UK)
- Spooks (UK)
- The Body Farm (UK)
- Cato Isaksen (Norsko)
- Génesis, en la mente del asesino (Španělsko)
- Engrenaves (Francie)
- Flying Doctors (Austrálie)
- Jul på Vesterbro (dánská vánoční komedie)

## Vývoj loga

2005–2009
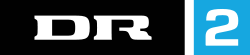
2009–2013
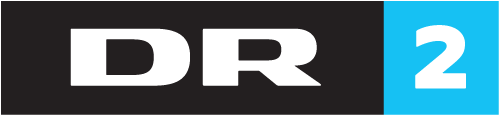
2013–2017
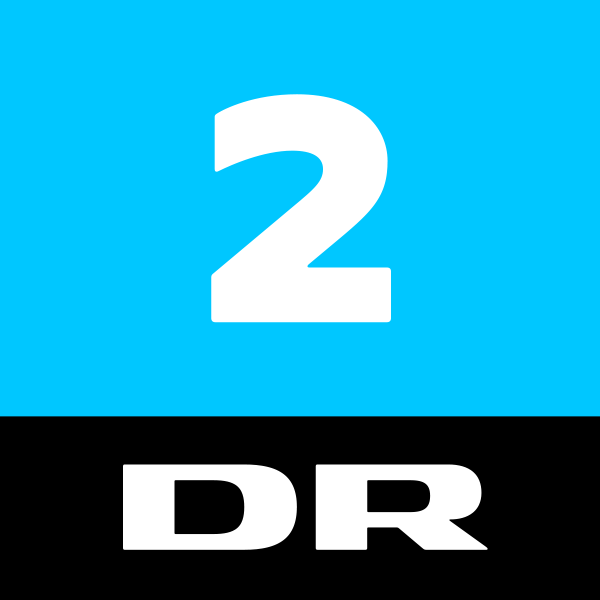
Od roku 2017